# Podsosienka (mijanka)
Podsosienka (ros. Подсосенка) – mijanka i przystanek kolejowy w miejscowości Podsosienka, w rejonie nielidowskim, w obwodzie twerskim, w Rosji. Położona jest na linii Moskwa - Siebież.
3 marca 1992, o godzinie 5:15, miała tu miejsce katastrofa kolejowa. Pociąg pospieszny Jurmała relacji Ryga - Moskwa zderzył się z jadącym z przeciwka składem towarowym. W katastrofie śmierć poniosły 43 osoby, w tym wiele spłonęło żywcem, po zapaleniu się wagonów pasażerskich. Obecnie przy mijance znajduje się pomnik ofiar.